# Albanisch-griechisches Alphabet
Das albanisch-griechische Alphabet wurde im 19. Jahrhundert von albanischen orthodoxen Christen verwendet, bevor 1908 durch den Kongress von Monastir das moderne albanische Alphabet auf Basis des lateinischen Alphabets bestimmt wurde. Das albanisch-griechische Alphabet wurde hauptsächlich von den Arvaniten zur Schreibung des toskischen Dialektgruppe des Albanischen verwendet. Zur Wiedergabe der speziellen Laute albanischer Dialekte und Sprachvarianten wurden griechische Buchstaben mit diakritischen Zeichen und einzelne Lateinbuchstaben verwendet, dabei auch (zur Unterscheidung zur Großbuchstabenform Β des Beta) eine zum kyrillischen Б formgleiche Buchstabenform.

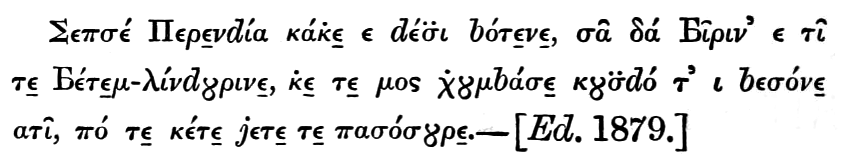
Textbeispiel in albanischer Sprache (1879, zitiert 1912)

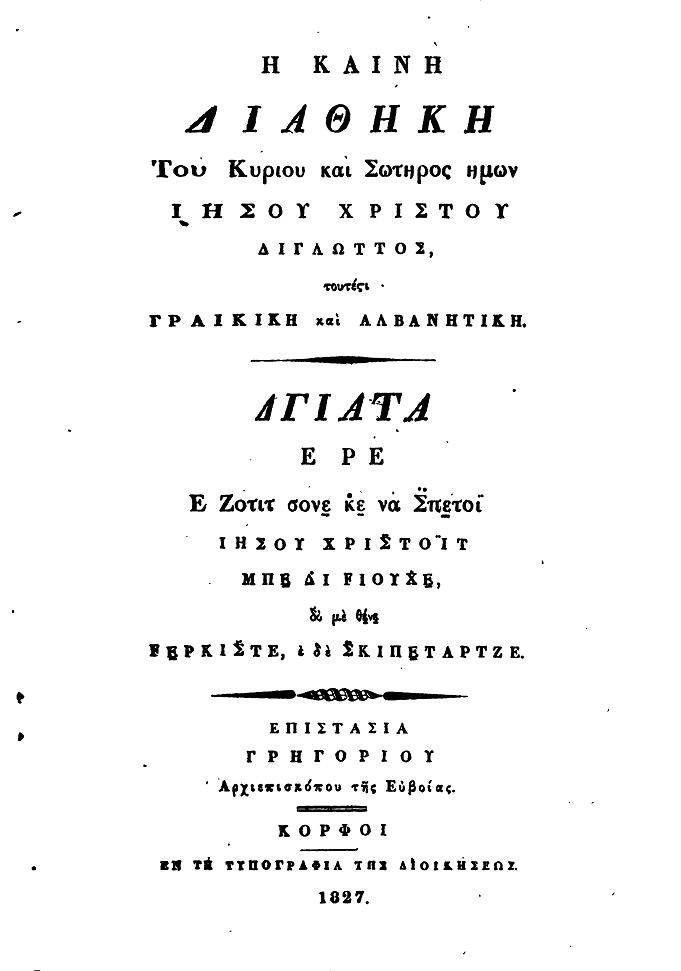
Titelseite des Neuen Testaments (Δγιατα Ε Ρε), 1827

## Varianten
Im Laufe des 19. Jahrhunderts wurden verschiedene Varianten veröffentlicht, überwiegend in Bibelübersetzungen, in denen sie verwendet wurden.

### Verwendete Buchstaben
Zusätzlich zum griechischen Alphabet wurden je nach Fassung folgende Buchstaben verwendet:
- Griechische Konsonantenbuchstaben mit einem diakritischem Zeichen:
  - Gamma mit Überpunkt Γ̇ γ̇
  - Delta mit Überpunkt Δ̇ δ̇
  - Zeta mit Überpunkt Ζ̇ ζ̇
  - Kappa mit Überpunkt Κ̇ κ̇
  - Lambda mit Überpunkt Λ̇ λ̇
  - Ny mit Überpunkt Ν̇ ν̇
  - Pi mit Überpunkt Π̇ π̇
  - Rho mit Überpunkt Ρ̇ ρ̇
  - Sigma mit Überpunkt Σ̇ σ̇
  - Sigma mit Trema Σ̈ σ̈
  - Chi mit Überpunkt Χ̇ χ̇
- Epsilon mit Unterstrichakzent Ε̱ ε̱ (über dem zusätzlich die für das einfache Epsilon im Griechischen üblichen diakritischen Zeichen stehen können)
- der historische Buchstabe Digamma Ϝ ϝ
- eine Ligatur der Buchstaben Omikron und Ypsilon: Ȣ ȣ
- aus der lateinischen Schrift entlehnte Buchstaben (im Fall des Ƃ modifiziert):
  - Ƃ b (wobei die vom griechischen Beta Β eindeutig unterscheidbare Großbuchstabenform dem kyrillischen Б in Form und Anwendung gleicht und auch formgleich zum erst im 20. Jahrhundert in anderen Zusammenhängen eingeführten lateinischen Großbuchstaben Ƃ ist). Verwendet beispielsweise in 1872[2] und 1879[3] erschienenen Varianten des Alphabets.
  - D d
  - Ϳ ϳ (formgleich zum später für Zwecke in der Philologie als Zusatzbuchstabe des griechischen Alphabets eingeführten Jot)

### Variante 1827/1858
Ein 1827 und erneut 1858 erschienenes griechisch- und arvanitischsprachiges Sammelwerk „Ἡ Καινη Διαθηκη/Δγιατα Ε Ρε“ listet ein Alphabet mit 33 Buchstaben auf:
| Albanisch-griechisches Alphabet – 1827/1858  | Albanisch-griechisches Alphabet – 1827/1858 | Albanisch-griechisches Alphabet – 1827/1858 | Albanisch-griechisches Alphabet – 1827/1858 | Albanisch-griechisches Alphabet – 1827/1858 | Albanisch-griechisches Alphabet – 1827/1858 | Albanisch-griechisches Alphabet – 1827/1858 | Albanisch-griechisches Alphabet – 1827/1858 | Albanisch-griechisches Alphabet – 1827/1858 | Albanisch-griechisches Alphabet – 1827/1858 | Albanisch-griechisches Alphabet – 1827/1858 | Albanisch-griechisches Alphabet – 1827/1858 | Albanisch-griechisches Alphabet – 1827/1858 | Albanisch-griechisches Alphabet – 1827/1858 | Albanisch-griechisches Alphabet – 1827/1858 | Albanisch-griechisches Alphabet – 1827/1858 | Albanisch-griechisches Alphabet – 1827/1858 | Albanisch-griechisches Alphabet – 1827/1858 | Albanisch-griechisches Alphabet – 1827/1858 | Albanisch-griechisches Alphabet – 1827/1858 | Albanisch-griechisches Alphabet – 1827/1858 | Albanisch-griechisches Alphabet – 1827/1858 | Albanisch-griechisches Alphabet – 1827/1858 | Albanisch-griechisches Alphabet – 1827/1858 | Albanisch-griechisches Alphabet – 1827/1858 | Albanisch-griechisches Alphabet – 1827/1858 | Albanisch-griechisches Alphabet – 1827/1858 | Albanisch-griechisches Alphabet – 1827/1858 | Albanisch-griechisches Alphabet – 1827/1858 | Albanisch-griechisches Alphabet – 1827/1858 | Albanisch-griechisches Alphabet – 1827/1858 | Albanisch-griechisches Alphabet – 1827/1858 | Albanisch-griechisches Alphabet – 1827/1858 |
| -------------------------------------------- | ------------------------------------------- | ------------------------------------------- | ------------------------------------------- | ------------------------------------------- | ------------------------------------------- | ------------------------------------------- | ------------------------------------------- | ------------------------------------------- | ------------------------------------------- | ------------------------------------------- | ------------------------------------------- | ------------------------------------------- | ------------------------------------------- | ------------------------------------------- | ------------------------------------------- | ------------------------------------------- | ------------------------------------------- | ------------------------------------------- | ------------------------------------------- | ------------------------------------------- | ------------------------------------------- | ------------------------------------------- | ------------------------------------------- | ------------------------------------------- | ------------------------------------------- | ------------------------------------------- | ------------------------------------------- | ------------------------------------------- | ------------------------------------------- | ------------------------------------------- | ------------------------------------------- | ------------------------------------------- |
| Α                                            | Β                                           | Π̇                                           | Γ                                           | Ϝ                                           | Δ                                           | Δ̇                                           | Ε                                           | Ε̱                                           | Ζ                                           | Η                                           | Θ                                           | Ι                                           | Κ                                           | Κ̇                                           | Λ                                           | Λ̇                                           | Μ                                           | Ν                                           | Ν̇                                           | Ξ                                           | Ο                                           | Π                                           | Ρ                                           | Σ                                           | Σ̈                                           | Τ                                           | Υ                                           | Φ                                           | Χ                                           | Χ̇                                           | Ψ                                           | Ω                                           |
| α                                            | β                                           | π̇                                           | γ                                           | ϝ                                           | δ                                           | δ̇                                           | ε                                           | ε̱                                           | ζ                                           | η                                           | θ                                           | ι                                           | κ                                           | κ̇                                           | λ                                           | λ̇                                           | μ                                           | ν                                           | ν̇                                           | ξ                                           | ο                                           | π                                           | ρ                                           | σ                                           | σ̈                                           | τ                                           | υ                                           | φ                                           | χ                                           | χ̇                                           | ψ                                           | ω                                           |
| Äquivalente im modernen albanischen Alphabet |                                             |                                             |                                             |                                             |                                             |                                             |                                             |                                             |                                             |                                             |                                             |                                             |                                             |                                             |                                             |                                             |                                             |                                             |                                             |                                             |                                             |                                             |                                             |                                             |                                             |                                             |                                             |                                             |                                             |                                             |                                             |                                             |
| a                                            | v                                           | b                                           | g                                           | g                                           | dh                                          | d                                           | e                                           | ë                                           | z                                           | i                                           | th                                          | i                                           | k                                           | q                                           | l                                           | lj                                          | m                                           | n                                           | nj                                          | ks                                          | o                                           | p                                           | r                                           | s                                           | sh                                          | t                                           | y                                           | f                                           | h                                           | hj                                          | ps                                          | o                                           |

### Variante 1879
Eine in Details abweichende Variante erschien 1879 in einer Übersetzung des Neuen Testaments ins Toskische:
| Albanisch-griechisches Alphabet – 1879       | Albanisch-griechisches Alphabet – 1879 | Albanisch-griechisches Alphabet – 1879 | Albanisch-griechisches Alphabet – 1879 | Albanisch-griechisches Alphabet – 1879 | Albanisch-griechisches Alphabet – 1879 | Albanisch-griechisches Alphabet – 1879 | Albanisch-griechisches Alphabet – 1879 | Albanisch-griechisches Alphabet – 1879 | Albanisch-griechisches Alphabet – 1879 | Albanisch-griechisches Alphabet – 1879 | Albanisch-griechisches Alphabet – 1879 | Albanisch-griechisches Alphabet – 1879 | Albanisch-griechisches Alphabet – 1879 | Albanisch-griechisches Alphabet – 1879 | Albanisch-griechisches Alphabet – 1879 | Albanisch-griechisches Alphabet – 1879 | Albanisch-griechisches Alphabet – 1879 | Albanisch-griechisches Alphabet – 1879 | Albanisch-griechisches Alphabet – 1879 | Albanisch-griechisches Alphabet – 1879 | Albanisch-griechisches Alphabet – 1879 | Albanisch-griechisches Alphabet – 1879 | Albanisch-griechisches Alphabet – 1879 | Albanisch-griechisches Alphabet – 1879 | Albanisch-griechisches Alphabet – 1879 | Albanisch-griechisches Alphabet – 1879 | Albanisch-griechisches Alphabet – 1879 | Albanisch-griechisches Alphabet – 1879 | Albanisch-griechisches Alphabet – 1879 | Albanisch-griechisches Alphabet – 1879 | Albanisch-griechisches Alphabet – 1879 | Albanisch-griechisches Alphabet – 1879 | Albanisch-griechisches Alphabet – 1879 | Albanisch-griechisches Alphabet – 1879 | Albanisch-griechisches Alphabet – 1879 |
| -------------------------------------------- | -------------------------------------- | -------------------------------------- | -------------------------------------- | -------------------------------------- | -------------------------------------- | -------------------------------------- | -------------------------------------- | -------------------------------------- | -------------------------------------- | -------------------------------------- | -------------------------------------- | -------------------------------------- | -------------------------------------- | -------------------------------------- | -------------------------------------- | -------------------------------------- | -------------------------------------- | -------------------------------------- | -------------------------------------- | -------------------------------------- | -------------------------------------- | -------------------------------------- | -------------------------------------- | -------------------------------------- | -------------------------------------- | -------------------------------------- | -------------------------------------- | -------------------------------------- | -------------------------------------- | -------------------------------------- | -------------------------------------- | -------------------------------------- | -------------------------------------- | -------------------------------------- | -------------------------------------- |
| Α                                            | Β                                      | Ƃ                                      | Γ                                      | Γ̇                                      | Δ                                      | D                                      | Ε                                      | Ε̱                                      | Ζ                                      | Ζ̇                                      | Θ                                      | Ι                                      | Ϳ                                      | Κ                                      | Κ̇                                      | Λ                                      | Λ̇                                      | Μ                                      | Ν                                      | Ν̇                                      | Ο                                      | Π                                      | Ρ                                      | Ρ̇                                      | Σ                                      | Σ̈                                      | Τ                                      | Ȣ                                      | Υ                                      | Φ                                      | Χ                                      | ΤΣ                                     | ΤΣ̈                                     | DΣ                                     | DΣ̈                                     |
| α                                            | β                                      | b                                      | γ                                      | γ̇                                      | δ                                      | d                                      | ε                                      | ε̱                                      | ζ                                      | ζ̇                                      | θ                                      | ι                                      | ϳ                                      | κ                                      | κ̇                                      | λ                                      | λ̇                                      | μ                                      | ν                                      | ν̇                                      | ο                                      | π                                      | ρ                                      | ρ̇                                      | σ                                      | σ̈                                      | τ                                      | ȣ                                      | υ                                      | φ                                      | χ                                      | τσ                                     | τσ̈                                     | dσ                                     | dσ̈                                     |
| Äquivalente im modernen albanischen Alphabet |                                        |                                        |                                        |                                        |                                        |                                        |                                        |                                        |                                        |                                        |                                        |                                        |                                        |                                        |                                        |                                        |                                        |                                        |                                        |                                        |                                        |                                        |                                        |                                        |                                        |                                        |                                        |                                        |                                        |                                        |                                        |                                        |                                        |                                        |                                        |
| a                                            | v                                      | b                                      | g                                      | g                                      | dh                                     | d                                      | e                                      | ë                                      | z                                      | z                                      | th                                     | i                                      | j                                      | k                                      | q                                      | l                                      | lj                                     | m                                      | n                                      | nj                                     | o                                      | p                                      | r                                      | r                                      | s                                      | sh                                     | t                                      | u                                      | y                                      | f                                      | h                                      | ts                                     | tsh                                    | ds                                     | dsh                                    |

### Auflistung von Carl Faulmann 1878/1880
Carl Faulmanns 1878 erstmalig erschienenes deutschsprachiges Sammelwerk „Das Buch der Schrift, enthaltend die Schriftzeichen und Alphabete aller Zeiten und aller Völker des Erdkreises“ listet ein Alphabet mit 34 Buchstaben auf (in der 2. Auflage von 1880 unverändert. Faulmann irrt möglicherweise bei der Großbuchstabenform des b, die bei ihm nicht unterscheidbar zu der des β ist; hier könnte das mindestens seit 1872 verwendete Ƃ anzunehmen sein.):
| Albanisch-griechisches Alphabet laut Auflistung von Carl Faulmann 1878/1880 | Albanisch-griechisches Alphabet laut Auflistung von Carl Faulmann 1878/1880 | Albanisch-griechisches Alphabet laut Auflistung von Carl Faulmann 1878/1880 | Albanisch-griechisches Alphabet laut Auflistung von Carl Faulmann 1878/1880 | Albanisch-griechisches Alphabet laut Auflistung von Carl Faulmann 1878/1880 | Albanisch-griechisches Alphabet laut Auflistung von Carl Faulmann 1878/1880 | Albanisch-griechisches Alphabet laut Auflistung von Carl Faulmann 1878/1880 | Albanisch-griechisches Alphabet laut Auflistung von Carl Faulmann 1878/1880 | Albanisch-griechisches Alphabet laut Auflistung von Carl Faulmann 1878/1880 | Albanisch-griechisches Alphabet laut Auflistung von Carl Faulmann 1878/1880 | Albanisch-griechisches Alphabet laut Auflistung von Carl Faulmann 1878/1880 | Albanisch-griechisches Alphabet laut Auflistung von Carl Faulmann 1878/1880 | Albanisch-griechisches Alphabet laut Auflistung von Carl Faulmann 1878/1880 | Albanisch-griechisches Alphabet laut Auflistung von Carl Faulmann 1878/1880 | Albanisch-griechisches Alphabet laut Auflistung von Carl Faulmann 1878/1880 | Albanisch-griechisches Alphabet laut Auflistung von Carl Faulmann 1878/1880 | Albanisch-griechisches Alphabet laut Auflistung von Carl Faulmann 1878/1880 | Albanisch-griechisches Alphabet laut Auflistung von Carl Faulmann 1878/1880 | Albanisch-griechisches Alphabet laut Auflistung von Carl Faulmann 1878/1880 | Albanisch-griechisches Alphabet laut Auflistung von Carl Faulmann 1878/1880 | Albanisch-griechisches Alphabet laut Auflistung von Carl Faulmann 1878/1880 | Albanisch-griechisches Alphabet laut Auflistung von Carl Faulmann 1878/1880 | Albanisch-griechisches Alphabet laut Auflistung von Carl Faulmann 1878/1880 | Albanisch-griechisches Alphabet laut Auflistung von Carl Faulmann 1878/1880 | Albanisch-griechisches Alphabet laut Auflistung von Carl Faulmann 1878/1880 | Albanisch-griechisches Alphabet laut Auflistung von Carl Faulmann 1878/1880 | Albanisch-griechisches Alphabet laut Auflistung von Carl Faulmann 1878/1880 | Albanisch-griechisches Alphabet laut Auflistung von Carl Faulmann 1878/1880 | Albanisch-griechisches Alphabet laut Auflistung von Carl Faulmann 1878/1880 | Albanisch-griechisches Alphabet laut Auflistung von Carl Faulmann 1878/1880 | Albanisch-griechisches Alphabet laut Auflistung von Carl Faulmann 1878/1880 | Albanisch-griechisches Alphabet laut Auflistung von Carl Faulmann 1878/1880 | Albanisch-griechisches Alphabet laut Auflistung von Carl Faulmann 1878/1880 | Albanisch-griechisches Alphabet laut Auflistung von Carl Faulmann 1878/1880 |
| --------------------------------------------------------------------------- | --------------------------------------------------------------------------- | --------------------------------------------------------------------------- | --------------------------------------------------------------------------- | --------------------------------------------------------------------------- | --------------------------------------------------------------------------- | --------------------------------------------------------------------------- | --------------------------------------------------------------------------- | --------------------------------------------------------------------------- | --------------------------------------------------------------------------- | --------------------------------------------------------------------------- | --------------------------------------------------------------------------- | --------------------------------------------------------------------------- | --------------------------------------------------------------------------- | --------------------------------------------------------------------------- | --------------------------------------------------------------------------- | --------------------------------------------------------------------------- | --------------------------------------------------------------------------- | --------------------------------------------------------------------------- | --------------------------------------------------------------------------- | --------------------------------------------------------------------------- | --------------------------------------------------------------------------- | --------------------------------------------------------------------------- | --------------------------------------------------------------------------- | --------------------------------------------------------------------------- | --------------------------------------------------------------------------- | --------------------------------------------------------------------------- | --------------------------------------------------------------------------- | --------------------------------------------------------------------------- | --------------------------------------------------------------------------- | --------------------------------------------------------------------------- | --------------------------------------------------------------------------- | --------------------------------------------------------------------------- | --------------------------------------------------------------------------- |
| Α                                                                           | Β                                                                           | B                                                                           | Ϳ                                                                           | Γ                                                                           | Γ̇                                                                           | Γ̇ϳ                                                                          | Δ                                                                           | D                                                                           | Ε                                                                           | Ε̱                                                                           | Ζ                                                                           | Θ                                                                           | Ι                                                                           | Κ                                                                           | Κϳ                                                                          | Λ                                                                           | Λϳ                                                                          | Μ                                                                           | Ν                                                                           | Ν̇                                                                           | Νϳ                                                                          | Ξ                                                                           | Ο                                                                           | Π                                                                           | Ρ                                                                           | Σ                                                                           | Σ̇                                                                           | Σ̈                                                                           | Τ                                                                           | Υ                                                                           | Φ                                                                           | Χ̇                                                                           | Χ                                                                           |
| α                                                                           | β                                                                           | b                                                                           | ϳ                                                                           | γ                                                                           | γ̇                                                                           | γ̇ϳ                                                                          | δ                                                                           | d                                                                           | ε                                                                           | ε̱                                                                           | ζ                                                                           | θ                                                                           | ι                                                                           | κ                                                                           | κϳ                                                                          | λ                                                                           | λϳ                                                                          | μ                                                                           | ν                                                                           | ν̇                                                                           | νϳ                                                                          | ξ                                                                           | ο                                                                           | π                                                                           | ρ                                                                           | σ                                                                           | σ̇                                                                           | σ̈                                                                           | τ                                                                           | υ                                                                           | φ                                                                           | χ̇                                                                           | χ                                                                           |
| Äquivalente im modernen albanischen Alphabet                                |                                                                             |                                                                             |                                                                             |                                                                             |                                                                             |                                                                             |                                                                             |                                                                             |                                                                             |                                                                             |                                                                             |                                                                             |                                                                             |                                                                             |                                                                             |                                                                             |                                                                             |                                                                             |                                                                             |                                                                             |                                                                             |                                                                             |                                                                             |                                                                             |                                                                             |                                                                             |                                                                             |                                                                             |                                                                             |                                                                             |                                                                             |                                                                             |                                                                             |
| a                                                                           | v                                                                           | b                                                                           | j                                                                           | g                                                                           | g                                                                           | gj                                                                          | dh                                                                          | d                                                                           | e                                                                           | ë                                                                           | z                                                                           | th                                                                          | i                                                                           | k                                                                           | q                                                                           | l                                                                           | lj                                                                          | m                                                                           | n                                                                           | nj                                                                          | nj                                                                          | ks                                                                          | o                                                                           | p                                                                           | r                                                                           | s                                                                           | s                                                                           | sh                                                                          | t                                                                           | y                                                                           | f                                                                           | hj                                                                          | h                                                                           |

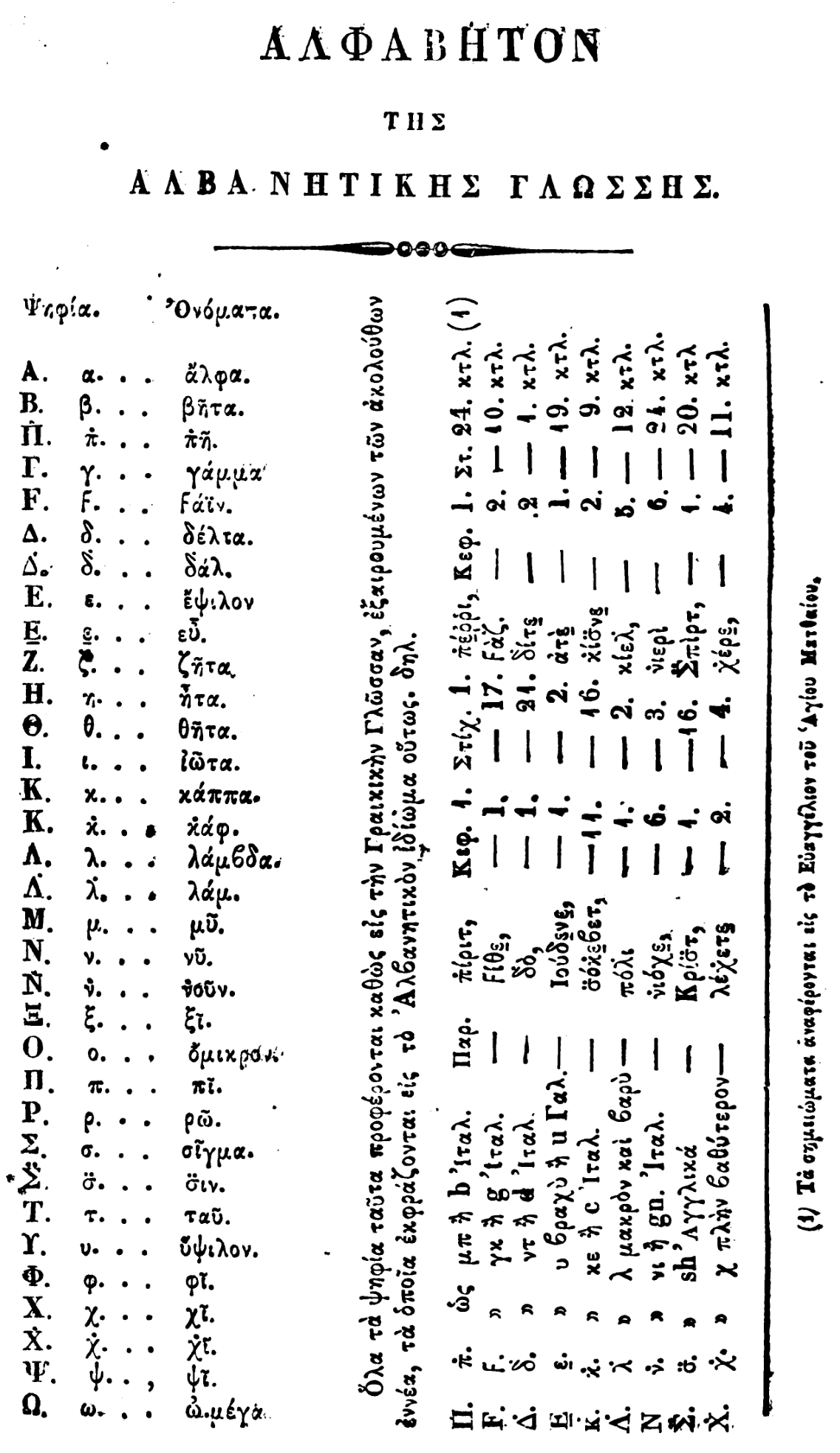
Alphabetvariante 1858
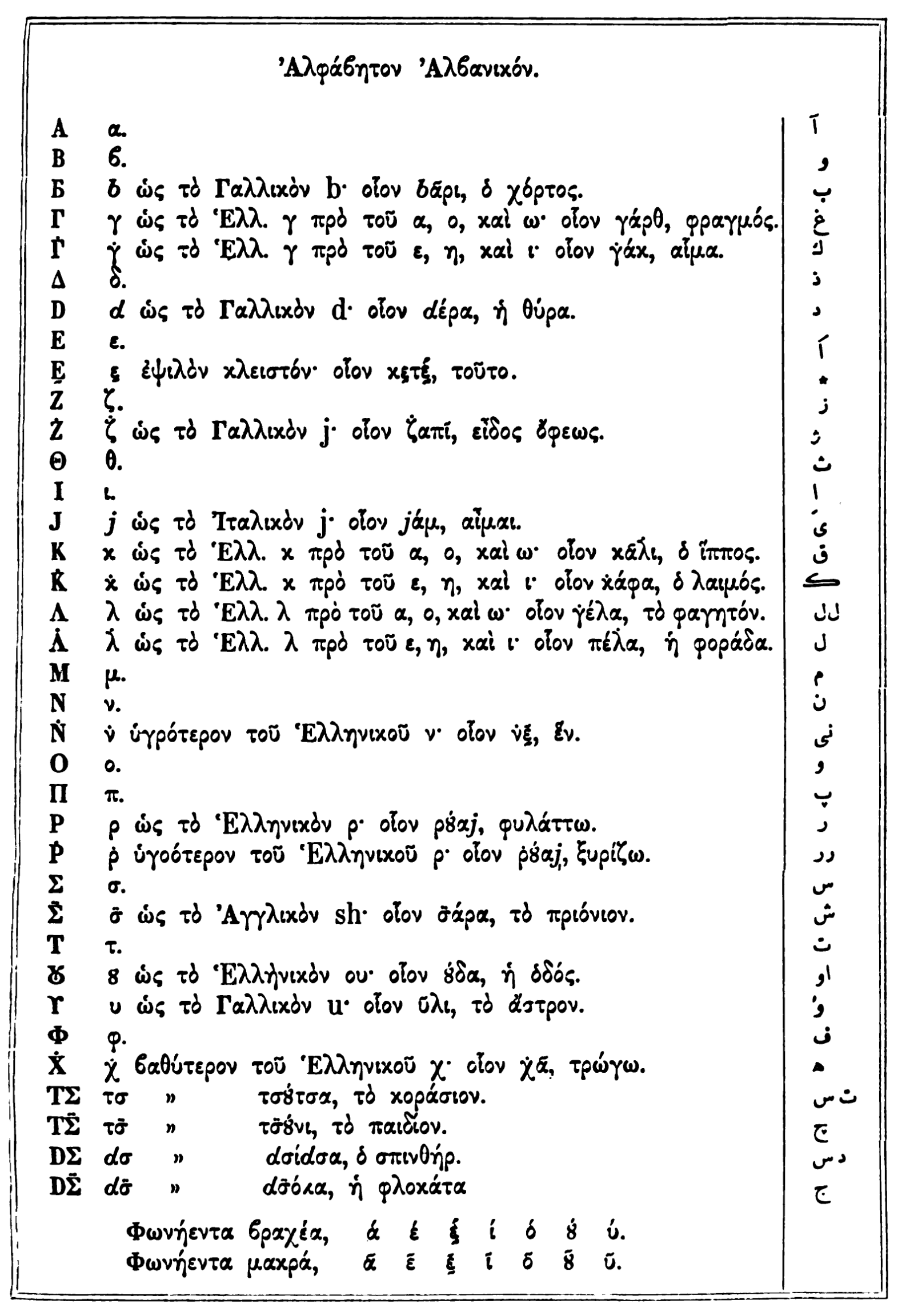
Alphabetvariante 1879
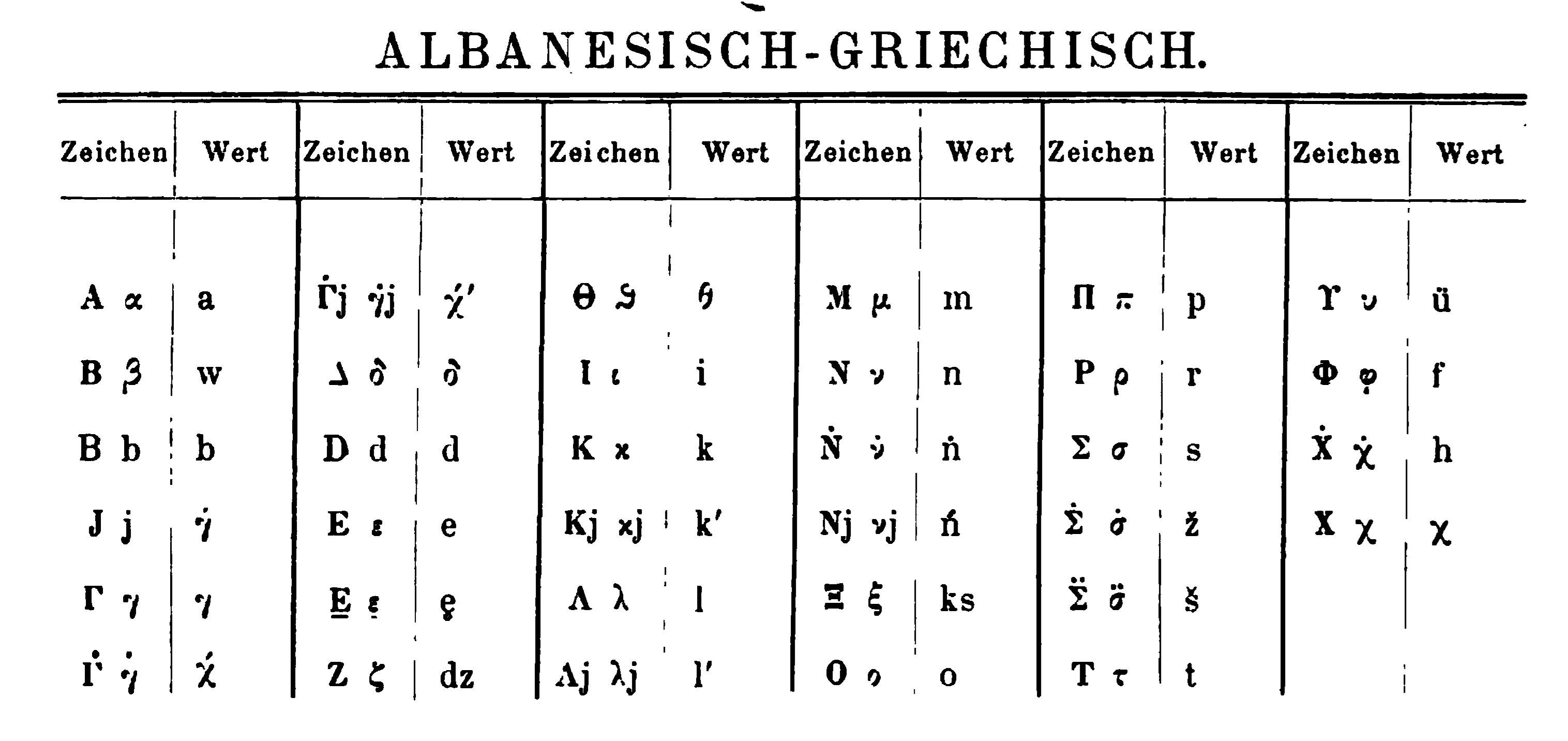
Alphabet-Wiedergabe in Carl Faulmanns Buch der Schrift, 1880

## Alternative Entwürfe

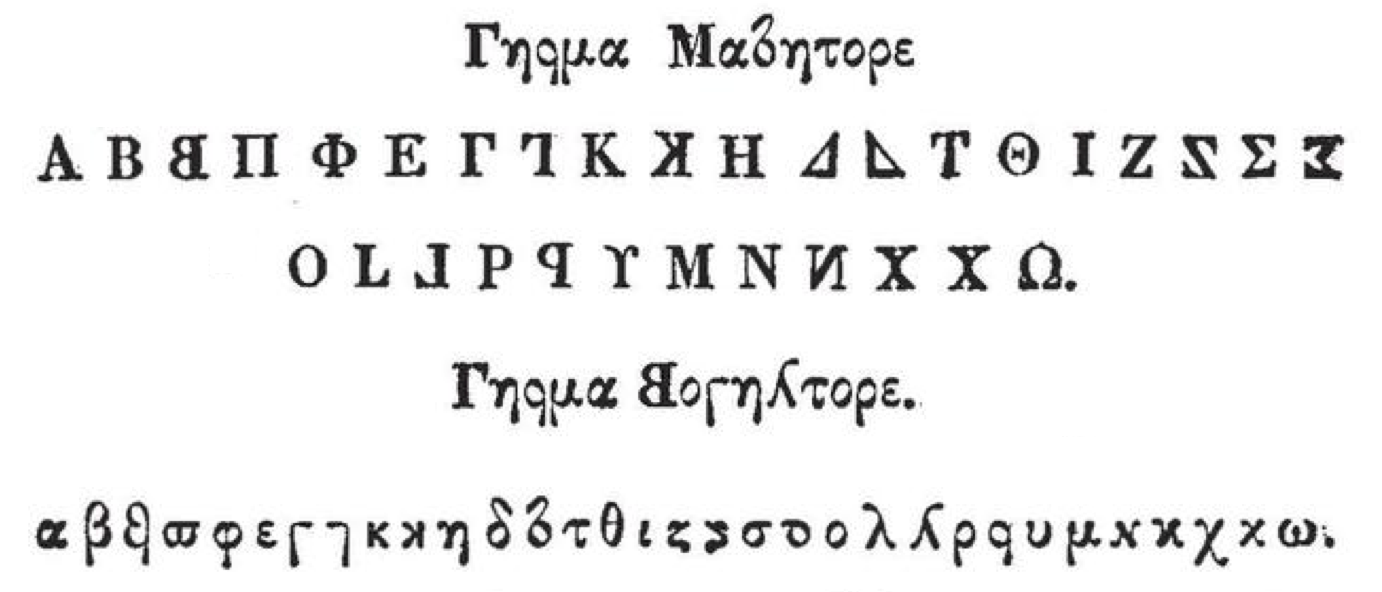
Vorschlag von Anastas Kullurioti (1882)

Ein 1882 veröffentlichter Vorschlag verwendete gespiegelte oder ähnlich abgewandelte griechische Buchstaben statt der Anwendung von diakritischen Zeichen auf klassische griechische Buchstaben.